# Vyacheslav Glazkov
Pour les articles homonymes, voir Glazkov.
Vyacheslav Glazkov est un boxeur ukrainien né le 15 octobre 1984 à Luhansk.

## Carrière amateur
Médaillé d'argent dans la catégorie super-lourds aux championnats du monde amateur de Chicago en 2007 (battu en finale par l'italien Roberto Cammarelle), il remporte également la médaille de bronze aux Jeux olympiques d'été de 2008 à Pékin. Glazkov bat en quart de finale l'algérien Newfel Ouatah mais s'incline au tour suivant face au chinois Zhang Zhilei.

## Carrière professionnelle
Le 2 juillet 2009, il gagne aux points son premier combat professionnel en poids lourds face à Oezcan Cetinkaya. Il conserve son invincibilité lors de son 14e combat en contraignant à l'abandon à l'issue de la 4e reprise l'américain Tor Hamer le 22 décembre 2012. Après un match nul concédé face à Malik Scott, Vyacheslav Glazkov bat Byron Polley, Garrett Wilson et Tomasz Adamek aux points le 15 mars 2014.

## Titres professionnels boxe anglaise

### Titres régionaux/internationaux
- Champion poids lourds IBF (USBA) des États-Unis (2015-)
- Champion poids lourds IBF d'Amérique du Nord (2014)
- Champion poids lourds WBC des pays baltes Silver (2012)